# Halima Xudoyberdiyeva
Halima Xudoyberdiyeva (cirílico: Ҳалима Худойбердиева; pronunciado [halima χudɒjberd̪iˈjeβan]; 17 de mayo de 1947 - 17 de agosto de 2018)fue una poeta uzbeka cuyos temas en diferentes momentos de su carrera han tratado sobre la nacionalidad y la historia de Uzbekistán, los movimientos de liberación y el feminismo. Recibió el título de Poeta del Pueblo de Uzbekistán.

## Vida
Halima Xudoyberdiyeva nació el 17 de mayo de 1947 en la granja colectiva Taraqqiyot en Boyovut, Sirdaryo, Uzbekistán. En 1972 se graduó en la Facultad de Periodismo de la Universidad Estatal de Tashkent. Su primer empleo fue como editora en la revista Saodat. En 1975–1977 realizó estudios avanzados de posgrado en el Instituto de Literatura Maxim Gorky de Moscú. Luego se convirtió en jefa del departamento de publicaciones de Yosh Gvardiya en 1978. De 1984 a 1994 fue redactora jefe de Saodat. Fue la primera presidenta del Comité de Mujeres de Uzbekistán de 1991 a 1994.

## Recepción de la crítica
En 1992, Xudoyberdiyeva fue honrada con el título de Poeta del Pueblo de Uzbekistán y la medalla de la Orden de la Insignia de Honor. En 2017, en su 70 cumpleaños, recibió la medalla de la Orden de El-Yurt Hurmati (Respeto a la Patria). Según Razia Sultanova, la poesía de Xudoyberdiyeva presenta "ejemplos perfectos" de la poesía sufí femenina de Asia Central.

## Obras
- Ilk Muhabbat (Primer amor), 1972
- Oq Olmalar (Manzanas blancas), 1973
- Chaman (Jardín de flores), 1974
- Suyanch Togʻlarim (Mis montañas de apoyo), 1976
- Beliye Yabloki (traducción rusa de Oq Olmalar ), 1977
- Bobo Quyosh (Abuelo Sol), 1977
- Muqaddas Ayol (Mujer Sagrada), 1987
- Bu Kunlarga Yetganlar Bor (Aquellos que han llegado a estos días), 1993
- Toʻmarisning Aytgani (Los dichos de Tomyris), 1996

La antología de Xudoyberdiyeva, Saylanma (Selección), con un prólogo del poeta Abdulla Oripov, se publicó en 2000.

## Premios
- Orden de la Insignia de Honor;
- Premio Estatal Hamza;
- Poeta del Pueblo de Uzbekistán;
- Ordene "El-yurt hurmati"